# Idioma nyengo
El nyengo (o nhengo ) es una lengua que se habla en el extremo suroeste de Angola por unas 9.380 personas (2000). que forma parte de las lenguas chokwe-luchazis , que son lenguas bantúes centrales. La lengua tiene varias variedades que son nombradas con el término genérico Ngangela que son inteligibles.

## Familia lingüística
Forma parte de las lenguas chokwe-luchazis que son lenguas bantúes del grupo K, junto con el chokwe , luvale , mbunda , el nyemba , el luimbi , el mbwela , el nkangala , el yauma y el luchazi . Todas ellas son lenguas bantúes centrales.

## Uso
El nyengo es una lengua vigorosa (EGIDS 6a). No tiene forma estándar, aunque se utiliza por personas de todas las generaciones. Está hablada por unas 10.000 personas. No se escribe en la lengua nyengo.
Con la mixtura de ésta con las demás lenguas chokwe-luchazis, se creó la idioma ngangela, que es una de las lenguas nacionales de Angola.